# Élections municipales de 2001 à Montréal

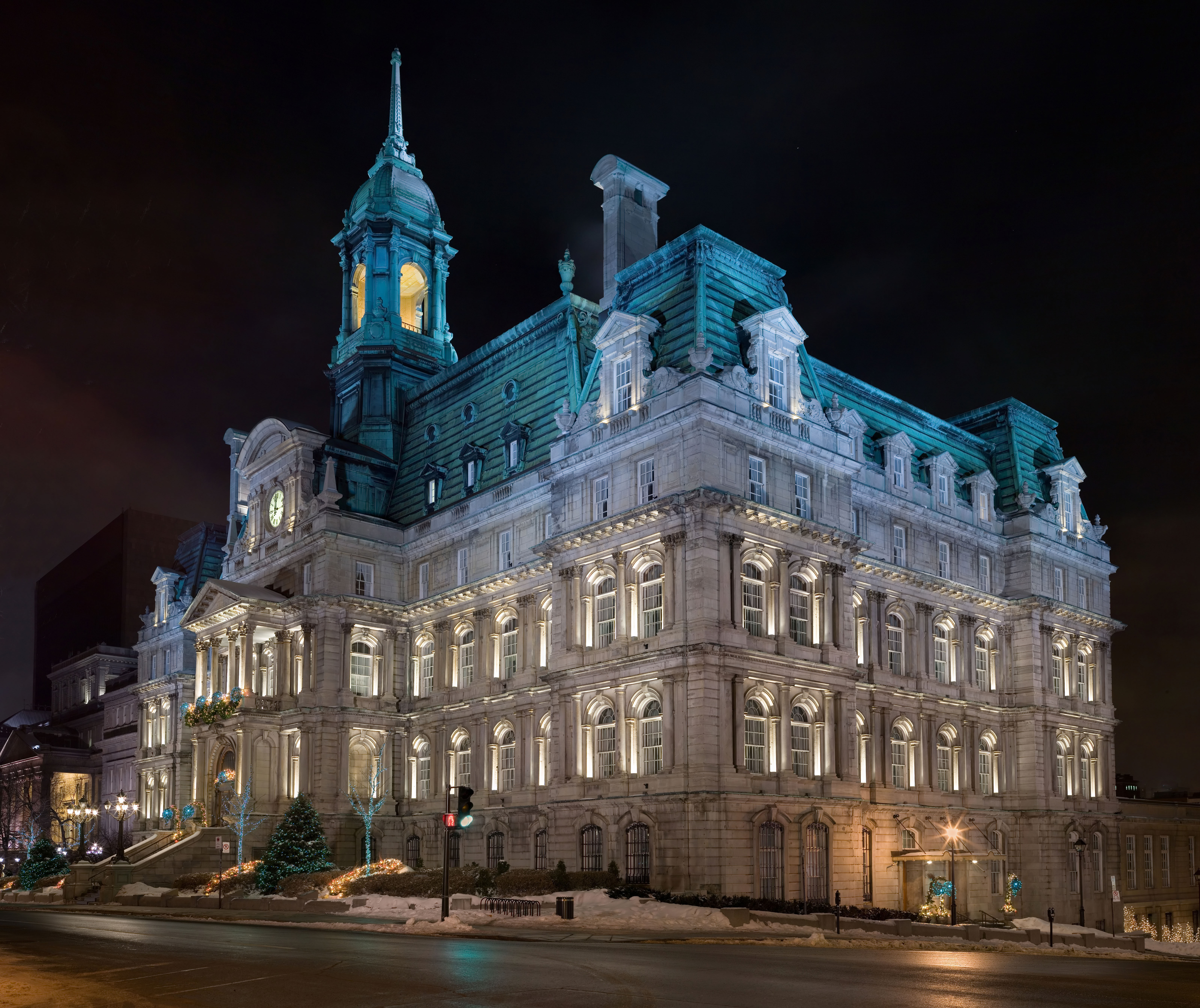
Hôtel de ville de Montréal.

Les élections municipales de 2001 à Montréal se sont déroulées le 4 novembre 2001. Au pouvoir depuis le 6 novembre 1994, le maire sortant Pierre Bourque est défait et cède sa place à Gérald Tremblay. Il s'agit des premières – et seules – élections de la nouvelle ville de Montréal, issue des fusions municipales de 2001 et comprenant toutes les anciennes municipalités de la région administrative de Montréal.
La ville de Montréal compte à ce moment 27 arrondissements, dont le nombre de conseillers de la ville – siégeant au conseil municipal de Montréal et dans leur conseil d'arrondissement respectif –, et de conseillers d'arrondissement – ne siégeant qu'à leur conseil d'arrondissement –, varie en fonction de la population de chaque arrondissement. 
L'exercice constitue un véritable duel entre le parti sortant Vision Montréal, dirigé par Pierre Bourque, et le parti Union Montréal, dirigé par Gérald Tremblay. Les candidatures des tiers partis et indépendantes obtiennent des résultats marginaux. 
Au total, un maire, 73 conseillers de la ville siégeant au conseil municipal de Montréal et dans leur conseil d'arrondissement respectif et 31 conseillers d'arrondissement ne siégeant que dans leur conseil d'arrondissement sont à élire lors de ces élections.  

## Campagne

### Soutien de la presse
|             | En 1998 | En 1998             | En 2001 | En 2001         |
| ----------- | ------- | ------------------- | ------- | --------------- |
| The Gazette |         | Jacques Duchesneau, |         | Gérald Tremblay |
| La Presse   |         | Jacques Duchesneau  |         | Gérald Tremblay |
| Le Devoir   |         | Jacques Duchesneau  |         | Pierre Bourque  |

Pour la première fois, Pierre Bourque reçoit le soutien d'un journal (en l'occurrence Le Devoir) tandis que La Presse, tout en soulignant que le deuxième mandat du maire Bourque fut plus réussi que le premier, choisit de soutenir Gérald Tremblay, tout comme La Gazette.

## Résultats

### Mairie
| Partis                            | Partis                            | Candidats                         | Vote      | %     |
| --------------------------------- | --------------------------------- | --------------------------------- | --------- | ----- |
|                                   | Union Montréal                    | Gérald Tremblay                   | 311 451   | 50,37 |
|                                   | Vision Montréal                   | Pierre Bourque (sortant)          | 279 123   | 45,14 |
|                                   | Parti éléphant blanc              | Michel Bédard                     | 9 785     | 1,58  |
|                                   | Indépendant                       | Super Cauchon                     | 8 382     | 1,36  |
|                                   | Indépendant                       | Pierre Larouche                   | 1 991     | 0,32  |
|                                   | Indépendant                       | Patricia Métivier                 | 1 809     | 0,29  |
|                                   | Indépendant                       | Daniel Cormier                    | 1 434     | 0,23  |
|                                   | Indépendant                       | Ricardo Hrtschan                  | 1 290     | 0,21  |
|                                   | Indépendant                       | Al Cappe                          | 943       | 0,14  |
|                                   | Indépendant                       | Daniel Simon                      | 909       | 0,15  |
|                                   | Indépendant                       | Ian Fitchtenbaum                  | 811       | 0,13  |
|                                   | Indépendant                       | Samoila Pirau                     | 366       | 0,06  |
|                                   |                                   |                                   |           |       |
| Votes valides                     | Votes valides                     | Votes valides                     | 618 294   | 97,50 |
| Bulletins rejetés                 | Bulletins rejetés                 | Bulletins rejetés                 | 15 853    | 2,50  |
| Total                             | Total                             | Total                             | 634 147   | 100   |
| Abstention                        | Abstention                        | Abstention                        | 653 963   | 50,77 |
| Nombre d'inscrits / participation | Nombre d'inscrits / participation | Nombre d'inscrits / participation | 1 288 110 | 49,23 |

### Conseil municipal

#### Résultats par district
| District                                                             | Conseiller       | Parti | Parti           | Élu                  |
| -------------------------------------------------------------------- | ---------------- | ----- | --------------- | -------------------- |
| Arrondissement Ahuntsic-Cartierville                                 |                  |       |                 |                      |
| 09 - de Cartierville                                                 | de la ville      |       | Vision Montréal | Noushig Eloyan       |
| 10 - de l'Acadie                                                     | de la ville      |       | Vision Montréal | Hasmig Belleli       |
| 11 - d'Ahuntsic                                                      | de la ville      |       | Vision Montréal | Pierre Lapointe      |
| 12 - de Saint-Sulpice                                                | de la ville      |       | Vision Montréal | Maurice Beauchamp    |
| 13 - du Sault-au-Récollet                                            | de la ville      |       | Vision Montréal | Achille Polcaro      |
| Arrondissement Anjou                                                 |                  |       |                 |                      |
| 19 - Anjou                                                           | de la ville (1)  |       | Union Montréal  | Carol Beaupré        |
| 19 - Anjou                                                           | de la ville (2)  |       | Union Montréal  | Luis Miranda         |
| 19 - Anjou                                                           | d'arrondissement |       | Union Montréal  | Andrée Hénault       |
| Arrondissement Beaconsfield–Baie-d'Urfé                              |                  |       |                 |                      |
| 04.1-04.2 - Beaconsfield–Baie-d'Urfé                                 | de la ville      |       | Union Montréal  | Roy Kemp             |
| 04.1 - de Beaurepaire                                                | d'arrondissement |       | Union Montréal  | Florence Grassby     |
| 04.2 - de James-Morgan                                               | d'arrondissement |       | Union Montréal  | Anne-Marie Parent    |
| Arrondissement Côte-des-Neiges–Notre-Dame-de-Grâce                   |                  |       |                 |                      |
| 28 - de Darlington                                                   | de la ville      |       | Vision Montréal | Saulie Zajdel        |
| 29 - de Côte-des-Neiges                                              | de la ville      |       | Union Montréal  | Francine Sénécal     |
| 30 - de Snowdon                                                      | de la ville      |       | Union Montréal  | Marvin Rotrand       |
| 31 - de Décarie                                                      | de la ville      |       | Union Montréal  | Marcel Tremblay      |
| 32 - de Notre-Dame-de-Grâce                                          | de la ville      |       | Union Montréal  | Michael Applebaum    |
| 33 - de Loyola                                                       | de la ville      |       | Union Montréal  | Jeremy Searle        |
| Arrondissement Côte-Saint-Luc–Hampstead–Montréal-Ouest               |                  |       |                 |                      |
| 34 - Côte-Saint-Luc–Hampstead–Montréal-Ouest                         | de la ville (1)  |       | Union Montréal  | Dida Berku           |
| 34 - Côte-Saint-Luc–Hampstead–Montréal-Ouest                         | de la ville (2)  |       | Union Montréal  | Robert Libman        |
| 34 - Côte-Saint-Luc–Hampstead–Montréal-Ouest                         | d'arrondissement |       | Union Montréal  | Anthony Housefather  |
| Arrondissement Dollard-des-Ormeaux–Roxboro                           |                  |       |                 |                      |
| 6 - Dollard-des-Ormeaux–Roxboro                                      | de la ville (1)  |       | Union Montréal  | Edward Janiszewski   |
| 6 - Dollard-des-Ormeaux–Roxboro                                      | de la ville (2)  |       | Union Montréal  | Howard Zingboim      |
| 6 - Dollard-des-Ormeaux–Roxboro                                      | d'arrondissement |       | Union Montréal  | Zoe Bayouk           |
| Arrondissement Dorval–L'Île-Dorval                                   |                  |       |                 |                      |
| 07.1-07.2 - Dorval–L'Île-Dorval                                      | de la ville      |       | Union Montréal  | Peter B. Yeomans     |
| 07.1 - de Strathmore                                                 | d'arrondissement |       | Union Montréal  | Robert M. Bourbeau   |
| 07.2 - de Désiré-Girouard                                            | d'arrondissement |       | Union Montréal  | Edgar A. Rouleau     |
| Arrondissement Kirkland                                              |                  |       |                 |                      |
| 03.1-03.2 - Kirkland                                                 | de la ville      |       | Union Montréal  | John W. Meaney       |
| 03.1 - de Brunswick                                                  | d'arrondissement |       | Union Montréal  | Brian Buck Macdonald |
| 03.2 - de Côte-Sainte-Marie                                          | d'arrondissement |       | Union Montréal  | Michel Gibson        |
| Arrondissement L'Île-Bizard–Sainte-Geneviève–Sainte-Anne-de-Bellevue |                  |       |                 |                      |
| 01.1-01.2 - L'Île-Bizard–Ste-G.–Ste-A.-de-Bellevue                   | de la ville      |       | Union Montréal  | Jacques Cardinal     |
| 01.1 - de Jacques-Bizard                                             | d'arrondissement |       | Union Montréal  | Richard Bélanger     |
| 01.2 - de l'Anse-à-l'Orme                                            | d'arrondissement |       | Union Montréal  | Bill Tierney         |
| Arrondissement Lachine                                               |                  |       |                 |                      |
| 35 - Lachine                                                         | de la ville (1)  |       | Union Montréal  | Jane Cowell-Poitras  |
| 35 - Lachine                                                         | de la ville (2)  |       | Union Montréal  | Claude Dauphin       |
| 35 - Lachine                                                         | d'arrondissement |       | Union Montréal  | Bernard Blanchet     |
| Arrondissement LaSalle                                               |                  |       |                 |                      |
| 36.1-36.2 - LaSalle                                                  | de la ville (1)  |       | Union Montréal  | Manon Barbe          |
| 36.1-36.2 - LaSalle                                                  | de la ville (2)  |       | Union Montréal  | Richard Deschamps    |
| 36.1-36.2 - LaSalle                                                  | de la ville (3)  |       | Union Montréal  | Alvaro Farinacci     |
| 36.1 - de Sault-Saint-Louis                                          | d'arrondissement |       | Union Montréal  | Oksana Kaluzny       |
| 36.2 - de Cecil-P.-Newman                                            | d'arrondissement |       | Union Montréal  | Michael Vadacchino   |
| Arrondissement Mercier–Hochelaga-Maisonneuve                         |                  |       |                 |                      |
| 54 - d'Hochelaga                                                     | de la ville      |       | Vision Montréal | Luc Larivée          |
| 55 - de Maisonneuve                                                  | de la ville      |       | Vision Montréal | Richer Dompierre     |
| 56 - de Louis-Riel                                                   | de la ville      |       | Vision Montréal | Lyn Faust            |
| 57 - de Longue-Pointe                                                | de la ville      |       | Vision Montréal | Claire St-Arnaud     |
| 58 - de Tétreaultville                                               | de la ville      |       | Vision Montréal | Ivon Le Duc          |
| Arrondissement Montréal-Nord                                         |                  |       |                 |                      |
| 14.1-14.2 - Montréal-Nord                                            | de la ville (1)  |       | Union Montréal  | Jean-Marc Gibeau     |
| 14.1-14.2 - Montréal-Nord                                            | de la ville (2)  |       | Union Montréal  | James V. Infantino   |
| 14.1-14.2 - Montréal-Nord                                            | de la ville (3)  |       | Union Montréal  | Marcel Parent        |
| 14.1 - de Marie-Clarac                                               | d'arrondissement |       | Union Montréal  | Georgette L. Morin   |
| 14.2 - d'Ovide-Clermont                                              | d'arrondissement |       | Union Montréal  | Normand Fortin       |
| Arrondissement Mont-Royal                                            |                  |       |                 |                      |
| 26.1-26.2 - Mont-Royal                                               | de la ville      |       | Union Montréal  | Suzanne Caron        |
| 26.1 - de Rockland                                                   | d'arrondissement |       | Union Montréal  | Nicholas Stephens    |
| 26.2 - de Frederick-G.-Todd                                          | d'arrondissement |       | Union Montréal  | Cliff Carrie         |
| Arrondissement Outremont                                             |                  |       |                 |                      |
| 27.1-27.2 - Outremont                                                | de la ville      |       | Union Montréal  | Stéphane Harbour     |
| 27.1 - de Jeanne-Sauvé                                               | d'arrondissement |       | Union Montréal  | Claude B. Piquette   |
| 27.2 - de Joseph-Beaubien                                            | d'arrondissement |       | Union Montréal  | Marie Cinq-Mars      |
| Arrondissement Pierrefonds-Senneville                                |                  |       |                 |                      |
| 2 - Pierrefonds-Senneville                                           | de la ville (1)  |       | Union Montréal  | Bertrand A. Ward     |
| 2 - Pierrefonds-Senneville                                           | de la ville (2)  |       | Union Montréal  | Monique Worth        |
| 2 - Pierrefonds-Senneville                                           | d'arrondissement |       | Union Montréal  | René E. Leblanc      |
| Arrondissement Plateau-Mont-Royal                                    |                  |       |                 |                      |
| 45 - de Plateau-Mont-Royal                                           | de la ville      |       | Vision Montréal | Nicolas Tétrault     |
| 46 - de Jeanne-Mance                                                 | de la ville      |       | Union Montréal  | Michel Prescott      |
| 47 - de Mile End                                                     | de la ville      |       | Union Montréal  | Helen Fotopulos      |
| 48 - de Laurier                                                      | de la ville      |       | Vision Montréal | Christine Poulin     |
| Arrondissement Pointe-Claire                                         |                  |       |                 |                      |
| 05.1-05.2 - Pointe-Claire                                            | de la ville      |       | Union Montréal  | Bill McMurchie       |
| 05.1 - de Donegani                                                   | d'arrondissement |       | Union Montréal  | Aldo Iermieri        |
| 05.2 - de Valois                                                     | d'arrondissement |       | Union Montréal  | Morris Trudeau       |
| Arrondissement Rivière-des-Prairies–Pointe-aux-Trembles–Montréal-Est |                  |       |                 |                      |
| 15 - de Marc-Aurèle-Fortin                                           | de la ville      |       | Union Montréal  | Cosmo Maciocia       |
| 16 - de Rivière-des-Prairies                                         | de la ville      |       | Vision Montréal | Michel Plante        |
| 17 - de Bout-de-l'Île                                                | de la ville      |       | Vision Montréal | Colette Paul         |
| 18 - de Pointe-aux-Trembles                                          | de la ville      |       | Vision Montréal | Marius Minier        |
| Arrondissement Rosemont–La Petite-Patrie                             |                  |       |                 |                      |
| 49 - de Saint-Édouard                                                | de la ville      |       | Vision Montréal | François Purcell     |
| 50 - de Louis-Hébert                                                 | de la ville      |       | Vision Montréal | Jean-François Plante |
| 51 - d'Étienne-Desmarteau                                            | de la ville      |       | Vision Montréal | Nicole Thibault      |
| 52 - du Vieux-Rosemont                                               | de la ville      |       | Vision Montréal | Denise Larouche      |
| 53 - de Marie-Victorin                                               | de la ville      |       | Vision Montréal | Kettly Beauregard    |
| Arrondissement Saint-Laurent                                         |                  |       |                 |                      |
| 08.1-08.2 - Saint-Laurent                                            | de la ville (1)  |       | Union Montréal  | Alan DeSousa         |
| 08.1-08.2 - Saint-Laurent                                            | de la ville (2)  |       | Union Montréal  | René Dussault        |
| 08.1-08.2 - Saint-Laurent                                            | de la ville (3)  |       | Union Montréal  | Irving Grundman      |
| 08.1 - de Côte-de-Liesse                                             | d'arrondissement |       | Union Montréal  | Maurice Cohen        |
| 08.2 - de Norman-McLaren                                             | d'arrondissement |       | Union Montréal  | Michèle D. Biron     |
| Arrondissement Saint-Léonard                                         |                  |       |                 |                      |
| 20.1-20.2 - Saint-Léonard                                            | de la ville (1)  |       | Union Montréal  | Yvette Bissonnet     |
| 20.1-20.2 - Saint-Léonard                                            | de la ville (2)  |       | Union Montréal  | Dominic Perri        |
| 20.1-20.2 - Saint-Léonard                                            | de la ville (3)  |       | Union Montréal  | Frank Zampino        |
| 20.1 - de Grande-Prairie                                             | d'arrondissement |       | Union Montréal  | Robert L. Zambito    |
| 20.2 - de Port-Maurice                                               | d'arrondissement |       | Union Montréal  | Mario Battista       |
| Arrondissement Sud-Ouest                                             |                  |       |                 |                      |
| 38 - d'Émard                                                         | de la ville      |       | Vision Montréal | Robert Bousquet      |
| 39 - de Louis-Cyr                                                    | de la ville      |       | Vision Montréal | Line Hamel           |
| 40 - de Pointe-Saint-Charles                                         | de la ville      |       | Vision Montréal | Jacqueline Montpetit |
| Arrondissement Verdun                                                |                  |       |                 |                      |
| 37.1-37.2 - Verdun                                                   | de la ville      |       | Union Montréal  | Georges Bossé        |
| 37.1-37.2 - Verdun                                                   | de la ville      |       | Union Montréal  | Laurent Dugas        |
| 37.1-37.2 - Verdun                                                   | de la ville      |       | Union Montréal  | Claude Trudel        |
| 37.1 - de Desmarchais-Crawford                                       | d'arrondissement |       | Union Montréal  | John Gallagher       |
| 37.2 - de Champlain                                                  | d'arrondissement |       | Union Montréal  | Ginette Marotte      |
| Arrondissement Ville-Marie                                           |                  |       |                 |                      |
| 42 - de Peter-McGill                                                 | de la ville      |       | Union Montréal  | Louise O'Sullivan    |
| 43 - de Saint-Jacques                                                | de la ville      |       | Vision Montréal | Robert Laramée       |
| 44 - de Sainte-Marie                                                 | de la ville      |       | Vision Montréal | Martin Lemay         |
| Arrondissement Villeray–Saint-Michel–Parc-Extension                  |                  |       |                 |                      |
| 21 - de Jean-Rivard                                                  | de la ville      |       | Vision Montréal | Frank Venneri        |
| 22 - de Saint-Michel                                                 | de la ville      |       | Vision Montréal | Paolo Tamburello     |
| 23 - de Villeray                                                     | de la ville      |       | Vision Montréal | Sylvain Lachance     |
| 24 - de Jarry                                                        | de la ville      |       | Vision Montréal | Anie Samson          |
| 25 - de Parc-Extension                                               | de la ville      |       | Vision Montréal | Mary Deros           |
| Arrondissement Westmount                                             |                  |       |                 |                      |
| 41.1-41.2 - Westmount                                                | de la ville      |       | Indépendant     | Karin Marks          |
| 41.1 - de W.-D.-Lighthall                                            | d'arrondissement |       | Indépendant     | Cynthia Lulham       |
| 41.2 - de Côte-Saint-Antoine                                         | d'arrondissement |       | Indépendant     | John de Castell      |

### Résultats détaillés par district

#### Ahuntsic-Cartierville
| Poste                  | Candidat                       | Votes  | %     |
| Conseiller de la ville | Noushig Eloyan Vision Montréal | 4 116  | 52,90 |
| Conseiller de la ville | Pierre Gagnier Union Montréal  | 3 267  | 41,99 |
| Conseiller de la ville | Ramazan Ozbakir Indépendant    | 140    | 1,80  |
| Conseiller de la ville |                                |        |       |
| Conseiller de la ville | Votes valides                  | 7 523  | 96,70 |
| Conseiller de la ville | Votes invalides                | 257    | 2,71  |
| Conseiller de la ville | Total                          | 7 780  | 100   |
| Conseiller de la ville | Inscrits/Participation         | 14 960 | 52,01 |

| Poste                  | Candidat                       | Votes  | %     |
| Conseiller de la ville | Hasmig Belleli Vision Montréal | 4 968  | 57,90 |
| Conseiller de la ville | James Kromida Union Montréal   | 3 439  | 39,39 |
| Conseiller de la ville |                                |        |       |
| Conseiller de la ville | Votes valides                  | 9 230  | 97,29 |
| Conseiller de la ville | Votes invalides                | 257    | 2,06  |
| Conseiller de la ville | Total                          | 9 487  | 100   |
| Conseiller de la ville | Inscrits/Participation         | 18 575 | 51,07 |

| Poste                  | Candidat                         | Votes  | %     |
| Conseiller de la ville | Pierre Lapointe Vision Montréal  | 6 673  | 63,10 |
| Conseiller de la ville | Pierre Lachapelle Union Montréal | 3 566  | 33,72 |
| Conseiller de la ville |                                  |        |       |
| Conseiller de la ville | Votes valides                    | 10 239 | 96,82 |
| Conseiller de la ville | Votes invalides                  | 236    | 3,17  |
| Conseiller de la ville | Total                            | 10 575 | 100   |
| Conseiller de la ville | Inscrits/Participation           | 19 277 | 54,86 |

| Poste                  | Candidat                          | Votes  | %     |
| Conseiller de la ville | Maurice Beauchamp Vision Montréal | 6 064  | 65,13 |
| Conseiller de la ville | Pierre Gagnier Union Montréal     | 2 912  | 31,28 |
| Conseiller de la ville |                                   |        |       |
| Conseiller de la ville | Votes valides                     | 8 976  | 96,41 |
| Conseiller de la ville | Votes invalides                   | 334    | 3,59  |
| Conseiller de la ville | Total                             | 9 310  | 100   |
| Conseiller de la ville | Inscrits/Participation            | 17 365 | 53,61 |

| Poste                  | Candidat                        | Votes  | %     |
| Conseiller de la ville | Achille Polcaro Vision Montréal | 4 577  | 47,05 |
| Conseiller de la ville | Michel Cusano Union Montréal    | 3 172  | 32,61 |
| Conseiller de la ville | Jean Rémillard Indépendant      | 1 688  | 17,35 |
| Conseiller de la ville |                                 |        |       |
| Conseiller de la ville | Votes valides                   | 9 437  | 97,01 |
| Conseiller de la ville | Votes invalides                 | 291    | 2,12  |
| Conseiller de la ville | Total                           | 9 728  | 100   |
| Conseiller de la ville | Inscrits/Participation          | 17 976 | 54,12 |

#### Anjou
| Poste                      | Candidat                       | Votes  | %     |
| Conseiller de la ville (2) | Carol Beaupré Union Montréal   | 9 557  | 53,13 |
| Conseiller de la ville (2) | Benoît Corbeil Vision Montréal | 7 016  | 39,00 |
| Conseiller de la ville (2) | Luis Miranda Union Montréal    | 10 686 | 59,40 |
| Conseiller de la ville (2) | Michel Simard Vision Montréal  | 6 056  | 33,67 |
| Conseiller de la ville (2) |                                |        |       |
| Conseiller de la ville (2) | Votes valides                  | 33 315 | 92,60 |
| Conseiller de la ville (2) | Votes invalides                | 750    | 2,09  |
| Conseiller de la ville (2) | Total                          | 35 978 | 100   |
| Conseiller de la ville (2) | Inscrits/Participation         | 29 240 | 61,52 |

| Poste                       | Candidat                       | Votes  | %     |
| Conseiller d'arrondissement | Andrée Hénault Union Montréal  | 10 536 | 58,57 |
| Conseiller d'arrondissement | Ginette Chabot Vision Montréal | 7 001  | 38,92 |
| Conseiller d'arrondissement |                                |        |       |
| Conseiller d'arrondissement | Votes valides                  | 17 537 | 97,49 |
| Conseiller d'arrondissement | Votes invalides                | 452    | 2,51  |
| Conseiller d'arrondissement | Total                          | 17 989 | 100   |
| Conseiller d'arrondissement | Inscrits/Participation         | 29 240 | 61,52 |